# Olibrus pallipes
Olibrus pallipes là một loài bọ cánh cứng trong họ Phalacridae. Loài này được Say miêu tả khoa học năm 1824.